# 미즈노 다다키요 (1833년)

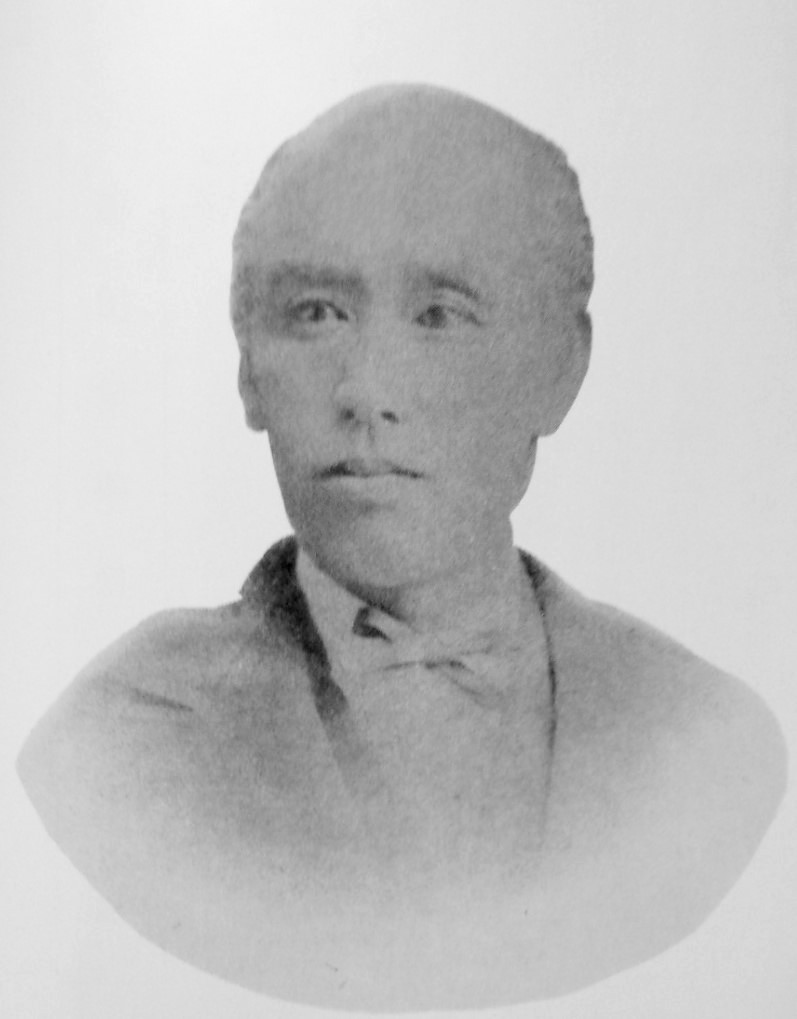
미즈노 다다키요

미즈노 다다키요(일본어: 水野忠精, 1833년 2월 5일 ~ 1884년 5월 8일)는 에도 시대의 다이묘이다. 하마마쓰번 제2대 번주, 야마가타번의 초대 번주이다. 어릴적 이름은 긴고로(金五郎)이며, 다다키요라는 이름 외에도 다다요시(忠良), 다다쓰네(忠経) 등의 이름이 있다.
덴포 3년 12월 16일, 로주 미즈노 다다쿠니(水野忠邦)의 장남으로 태어났다. 고카 2년(1854년), 아버지 다다쿠니가 덴포 개혁에 실패한 뒤 은거하였기 때문에, 그 뒤를 이어 번주직에 올랐다. 같은 해, 아버지의 실각에 따른 좌천 조치로서 하마마쓰 번에서 야마가타 번으로 이봉되었다. 이후 지샤부교, 와카도시요리 등을 역임하였고, 분큐 2년(1862년)에 로주가 되었다. 게이오 2년(1866년), 맏아들 다다히로에게 가문을 계승케 하고 은거하였다. 1884년에 53세의 나이로 사망하였다.
| 전임 미즈노 다다쿠니 | 제2대 하마마쓰번 번주 (미즈노가, 다다모토계) 1845년 | 후임 이노우에 마사하루 |

| 전임 아키모토 유키토모 | 제1대 야마가타번 번주 (미즈노가) 1845년 ~ 1866년 | 후임 미즈노 다다히로 |